# GNU Debugger
GNU Debugger — переносимий зневаджувач проекту GNU, який працює на багатьох UNIX-подібних системах і вміє проводити зневадження для багатьох мов програмування, включаючи Ada, Сі, C++, Objective-C, Pascal, Фортран тощо. Працює на різних апаратних платформах (i386, amd64, ARM, PowerPC, Sparc тощо) і програмних платформах (GNU/Linux, Unix, Windows).

## Історія
Спочатку написаний  Річардом Столлменом в 1988 році. З 1990 до 1993 підтримувався  Джоном Джилмором, під час його роботи в компанії Cygnus Solutions.

## Технічні деталі

### Особливості
GDB пропонує широкі засоби для спостереження і контролю за виконанням комп'ютерних програм. Користувач може змінювати внутрішні змінні програм і навіть викликати функції незалежно від звичайної поведінки програми.
Процесори підтримувані GDB (2003): Alpha, ARM, H8/300, IBM System/370 та 390, x86 та x86-64, IA-64 (Itanium), Motorola 68000, MIPS, PA-RISC, PowerPC, SuperH, SPARC, VAX, A29K, ARC, AVR, CRIS, D10V, D30V, FR-30, FR-V, Intel i960, M32R, 68HC11, Motorola 88000, MCORE, MN10200, MN10300, NS32K, Stormy16, V850 і Z8000. (Новіші випуски не будуть, ймовірно, підтримувати деяких з них.)
Зневаджувач не містить власного графічного інтерфейсу і використовує стандартний текстовий інтерфейс консолі. Були створені декілька інтерфейсів, такі як DDD, cgdb, GDBtk / Insight і «GUD mode» в Emacs.
Деякі інші інструменти відлагодження були розроблені, щоб працювати з GDB, наприклад, датчики витоку пам'яті.

## Приклади команд
| $ gdb prog.out            | зневадження prog.out (з shell)                     |
| gdb> run -v               | Запуск завантаженої програми з параметрами         |
| gdb> bt                   | зворотне трасування (у випадку «падіння» програми) |
| gdb> info registers       | дамп всіх регістрів                                |
| gdb> disass $pc-32 $pc+32 | дизасемблювання                                    |

## Приклад використання
```
GNU gdb 6.5
Copyright (C) 2006 Free Software Foundation, Inc.
GDB is free software, covered by the GNU General Public License, and you are
welcome to change it and / or distribute copies of it under certain conditions.
Type "show copying" to see the conditions.
There is absolutely no warranty for GDB. Type "show warranty" for details.
This GDB was configured as "i486-slackware-linux".
(gdb) run
Starting program: / home / sam / programming / crash
Reading symbols from shared object read from target memory ... done.
Loaded system supplied DSO at 0xc11000
This program will demonstrate gdb

Program received signal SIGSEGV, Segmentation fault.
0x08048428 in function_2 (x = 24) at crash.c: 22
22 return * y;
(gdb) edit
(gdb) shell gcc crash.c-o crash-gstabs +
(gdb) run
The program being debugged has been started already.
Start it from the beginning? (y or n) y
warning: cannot close "shared object read from target memory": File in wrong format
'/home/sam/programming/crash' has changed; re-reading symbols.
Starting program: /home/sam/programming/crash
Reading symbols from shared object read from target memory ... done.
Loaded system supplied DSO at 0xa3e000
This program will demonstrate gdb
24
Program exited normally.
(gdb) quit

```

Після того, як причина помилки сегментації знайдена, програма відредагована, помилка виправлена. Виправлена програма повторно зібрана з GCC і запущена.